# Cribas-Wasserfall
Der Cribas-Wasserfall ist ein osttimoresischer Wasserfall in der Gemeinde Manatuto. Hier stürzt der Haeraun, ein Nebenfluss des Laleias, einige Meter in ein breites Becken herab. Der Wasserfall befindet sich in der Aldeia Ueubani (Suco Cribas, Verwaltungsamt Manatuto). Ein Pfad führt von der Straße, die von Cribas, dem Hauptort des Sucos im Westen, hierher führt, hinauf zum Wasserfall.